# Železniční trať Novosedly–Zellerndorf
Železniční trať Novosedly–Zellerndorf je jednokolejná železniční trať spojující Novosedly a Zellerndorf, která je v úseku Novosedly – Laa an der Thaya snesena.

## Průběh trati
Trať dlouhá 49 km začínala v km 117,20 ve stanici Novosedly, v té době Neuseidl-Dürnholz (Novosedly-Drnholec), a vedla okolo dvora Alt Prerau (Starý Přerov), za ním v km 120,310 překročila státní hranici a pokračovala do zastávky a nákladiště Wildendürnbach v km 121,240 a pokračovala do stanice Rothenseehof v km 127,250 s manipulační kolejí a nakládací rampou. Dále v km 133,402 do Lávy nad Dyjí, kde se křížila nedaleko jižního zhlaví železniční stanice Lávy s tratí StEG z Hevlína do Lávy. Původní křížení bylo mimoúrovňové a vedlo po dřevěném mostě až do roku 1920, kdy byla vybudována železniční spojka do Lávy nad Dyjí v km 131,290. Trať pak pokračocala podél Pulkavy do Zellendorfu, kde se napojovala na Dráhu císaře Františka Josefa (KFJB).

## Historie trati
Železniční trať z Novosedel do Zellerndorfu vystavěla akciová společnost c. k. privilegovaná Břeclavsko-mikulovsko-hrušovanská dráha (k. k. privilegierte Lundenburg-Nikolsburg-Grusbacher Eisenbahn –LNGE). Trať byla uvedena do provozu 8. prosince 1873. Provoz zajišťovala Severní dráha císaře Ferdinanda (KFNB) a která ji 15. dubna 1876 odkoupila. Po první světové válce provoz vlivem přesměrování železniční dopravy na železniční přechody v Břeclavi a Hrušovany nad Jevišovkou a nezájmu v osobní dopravě trať postupně upadala. Doprava byla ukončena 4. října 1930. Na úseku Novosedly-Drnholec – státní hranice byly koleje sneseny. Na rakouské straně byla snesena část kolejí od státní hranice v km 120,315 do km 120,731 a na zbytku byla provozována doprava až do roku 1945.

## Navazující tratě
- Železniční trať Břeclav–Znojmo